# Alvaradoia disjecta
Alvaradoia disjecta is een vlinder uit de familie uilen (Noctuidae). De wetenschappelijke naam is voor het eerst geldig gepubliceerd in 1920 door Rothschild.
De soort komt voor in Europa.